# Bruno Irigoyen

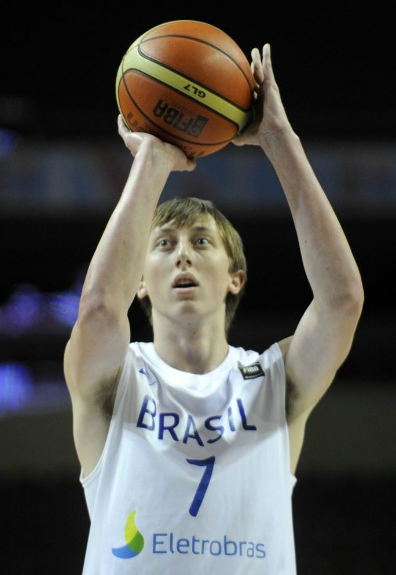
Foto tirada durante o campeonato mundial sub-19 em 2011, na Letônia.

Bruno Irigoyen (Porto Alegre, 16 de abril de 1992) é um ex-jogador brasileiro de basquetebol. Atuou por sete temporadas com a camisa do Minas TC e uma pelo Franca BC. Aposentou-se como jogador em 2016, aos 24 anos, após algumas lesões e perda de motivação com o esporte.
Fez parte da seleção brasileira sub-18 que conquistou a inédita medalha de prata na Copa América da categoria, em 2010. O torneio foi realizado em San Antonio, EUA. Também fez parte da equipe brasileira que disputou o campeonato mundial sub-19 em 2011, realizado na Letônia em 2011.
Integrou ainda a equipe nacional principal que disputou os Jogos Pan-Americanos de 2011, em Guadalajara, no México.